# Batem Palma?
Batem Palma? este o emisiune concurs difuzată de postul de televiziune Pro TV. Emisiunea îl are ca prezentator pe omul de televiziune Cosmin Seleși. În fiecare ediție, un concurent are de deschis pe parcurs 24 de cutii misterioase existente în joc, fiecare conținând o sumă de bani, între un ban și 100.000 de lei. Un alt element surpriză este banca. Parcursul unui concurent se încheie în momentul în care acesta alege să bată palma și acceptă una dintre ofertele băncii.

## Regulile jocului
Jocul este compus din mai mulți pași care sunt respectați în aceeași ordine la fiecare episod. Pentru fiecare ediție sumele se schimbă de cutii de către doamna avocat Eugenia Bobe, singura care cunoaște sumele din cutii, apoi concurenții aleg, pe rând, o cutie. După acest pas, Calculatorul extrage un concurent, ceea ce înseamnă că acesta va fi eliminat la finalul episodului. Calculatorul afișează apoi două coloane de sume: Sume roșii (sume cuprinse de la 1 ban - 900 lei) și sume galbene (1000 lei - 100.000 lei). Scopul fiecărui concurent este de a elimina cât mai multe sume roșii pe parcursul jocului pentru ca Banca să facă oferte cât mai mari. Când concurentul elimină mai multe cutii galbene, Banca face oferte mici.
Jocul este format din 7 runde:
- Runda 1 - se deschid 6 cutii
  - Prima ofertă a Băncii
- Runda 2 - se deschid 4 cutii
  - A doua oferă a Băncii
- Runda 3 - se deschid 3 cutii
  - A treia ofertă a Băncii
- Runda 4 - se deschid 3 cutii
  - A patra ofertă a Băncii
- Runda 5 - se deschid 3 cutii
  - A cincea ofertă a Băncii
- Runda 6 - se deschid 2 cutii
  - A șasea ofertă a Băncii
- Runda 7 - se deschide 1 cutie
  - A șaptea ofertă a Băncii (și ultima)
  - Runda 8 - se deschid 2 cutii, iar concurentul pleacă cu suma rămasă în cutie.

Aceasta este ordinea completă a unei ediții. Concurentul poate bate palma oricând după oferta Băncii, ceea ce înseamnă că jocul se încheie, dar urmează apoi Ce-ar fi fost dacă. În această situație, concurentul trebuie să simuleze ce ar fi făcut dacă nu ar fi acceptat oferta Băncii.

## Episoade
Primul sezon a avut premiera pe 12 Decembrie 2022 și are 60 de episoade. De asemenea există și un episod special unde au fost invitate diferite persoane publice pentru a testa jocul.

## Sezonul 1
În primul sezon au participat 60 de concurenți, fiind eliminați după joc, iar în concurs au rămas 24 de concurenți.

## Alte variante ale concursului
De-a lungul timpului, în România a mai fost difuzat acest format de concurs. DA sau NU a fost transmis de postul Prima TV între 2005 și 2006, iar Accepți sau nu a fost difuzat de Kanal D în 2009.